# Сугмутенъях (приток Большого Югана)
Сугмутенъях (устар. Сугмутен-Ях) — река в России, протекает в Ханты-Мансийском АО. Левый приток Большого Югана. Длина реки Сугмутенъях составляет 178 км. Площадь водосборного бассейна — 2060 км².
Исток Сугмутенъяха около границы Ханты-Мансийского округа с Тюменской областью. Течёт на восток, затем поворачивает на север. Устье реки находится в 670 км по левому берегу реки Большой Юган.

## Притоки (км от устья)
- Травяная (пр)
- 62 км: Нярымъярт (пр)
- 80 км: Малый Версиярт (пр)
- 83 км: Версиярт (пр)
- Белый (лв)
- Олений Рог (лв)
- 115 км: Большая Густая Речка (пр)
- 126 км: Сорочий (лв)
- 130 км: Малая Густая Речка (пр)
- 154 км: Камылигль (пр)
- 155 км: Лянисигль (лв)
- 165 км: Венихъярт (пр)

## Данные водного реестра
По данным государственного водного реестра России относится к Верхнеобскому бассейновому округу, водохозяйственный участок реки — Обь от города Нефтеюганск до впадения реки Иртыш, речной подбассейн реки — Вах. Речной бассейн реки — Обь (верхняя) до впадения Иртыша.
Код объекта в государственном водном реестре — 13011100212115200047437.